# Gliese 777
Gliese 777, thường được viết tắt là Gl 777 hoặc GJ 777, là một phân nhóm màu vàng cách xa khoảng 52 năm ánh sáng trong chòm sao Thiên Nga. Hệ thống này cũng là một hệ sao nhị phân gồm hai sao và có thể là một phần ba. Kể từ năm 2005, hai hành tinh ngoài hệ mặt trời này được biết là quay quanh ngôi sao chính.

## Thành phần sao
Ngôi sao chính của hệ thống (được phân loại là Gliese 777A) là một phần tử con màu vàng, một ngôi sao giống như Mặt trời đang ngừng nung chảy hydro trong lõi của nó. Ngôi sao này già hơn nhiều so với Mặt trời, khoảng 6,7 tỷ năm tuổi. Nó nhỏ hơn 4% so với khối lượng Mặt trời. Nó cũng khá giàu kim loại, có số "kim loại" (yếu tố nặng hơn helium) khoảng 70% so với Mặt trời, là điển hình cho các ngôi sao có các hành tinh ngoài hệ mặt trời.
Ngôi sao thứ cấp 2 (Gliese 777B) là một ngôi sao lùn đỏ mờ, ở rất xa và quay quanh ngôi nhà chính ở khoảng cách 3.000 đơn vị thiên văn. Một quỹ đạo mất ít nhất hàng chục ngàn năm để hoàn thành. Bản thân ngôi sao có thể là một nhị phân, thứ cấp 2 là một sao lùn đỏ rất mờ. Không có nhiều thông tin có sẵn trên hệ thống sao.

## Hệ hành tinh
Năm 2002, một khám phá về một hành tinh dài, quỹ đạo rộng (Gliese 777b) đã được công bố bởi nhóm tìm kiếm hành tinh ngoài hệ mặt trời Geneva. Hành tinh quay quanh theo đường tròn và độ lệch tâm quỹ đạo được tăng lên trong các phép đo sau này (e = 0,36). Hành tinh này là "Sao Mộc song sinh" và được chuyển thành " Sao Mộc lập dị " với khối lượng gấp khoảng 1,5 lần Sao Mộc và có cùng kích thước. Năm 2005 quan sát thêm về ngôi sao cho thấy biên độ khác với khoảng thời gian 17,1 ngày. Điều này chỉ ra một trong những hành tinh nhỏ nhất được phát hiện tại thời điểm đó. Khối lượng chỉ lớn hơn Trái đất 18 lần hoặc gần bằng Sao Hải Vương với độ lệch tâm rất thấp. Có một tin nhắn METI được gửi đến Gliese 777. Nó được truyền từ radar lớn nhất của lục địa Á-Âu, Radar săn hành tinh Eupatoria dài 70 mét. Tin nhắn được đặt tên là Cuộc gọi vũ trụ 1; nó được gửi vào ngày 1 tháng 7 năm 1999 và nó sẽ đến Gliese 777 vào tháng 4 năm 2051.
| Thiên thể đồng hành (thứ tự từ ngôi sao ra) | Khối lượng          | Bán trục lớn (AU) | Chu kỳ quỹ đạo (ngày) | Độ lệch tâm   | Độ nghiêng | Bán kính |
| ------------------------------------------- | ------------------- | ----------------- | --------------------- | ------------- | ---------- | -------- |
| c                                           | ≥0.0600 ± 0.0076 MJ | 0.1304 ± 0.0075   | 17.1110 ± 0.0048      | 0.237 ± 0.082 | —          | —        |
| b                                           | ≥1.56 ± 0.13 MJ     | 4.01 ± 0.23       | 2915 ± 29             | 0.313 ± 0.019 | —          | —        |